# Ciudad Perdida
Ciudad Perdida, también conocida como Teyuna o Buritaca-200, es uno de los principales sitios arqueológicos de Colombia. Fue un antiguo poblado indígena tayrona construido alrededor del siglo VIII de nuestra era. Hace parte de uno de los más de 250 poblados antiguos de los cuatro grupos indígenas encontrados en las caras norte y suroeste de la Sierra Nevada de Santa Marta, departamento del Magdalena, jurisdicción de Santa Marta, en el norte de Colombia.

## Historia
Ciudad Perdida fue construida alrededor del año 700, por el pueblo indígena de nombre Tayrona según los españoles, y pueblo Teyuna por las cuatro comunidades indígenas locales tayronas. La ciudad fue abandonada en el año 1650.
En 1976, una expedición encabezada por Gilberto Cadavid y Luisa Fernanda Herrera y conformada por 3 arqueólogos, un arquitecto y guiados por el guaquero Franky Rey, "el abuelo", a quien se le atribuye el descubrimiento de la Ciudad Perdida, el mismo que dio aviso a las autoridades locales y al gobierno nacional de Colombia del hallazgo y en compañía de otros guaqueros baquianos de la zona y luego de casi 12 días de travesía llegaron al corazón mismo del yacimiento arqueológico, donde recopilaron las pruebas suficientes y las llevaron a la capital del país para que el entonces presidente Alfonso López Michelsen aprobara el presupuesto para la recuperación del denominado Buritaca 200. Cuando el equipo técnico enviado por el gobierno nacional comienza su trabajo de campo en el sitio arqueológico, se encontraron con dos factores claves que dificultaron su labor; uno de ellos fue el estado de destrucción causado por los guaqueros al sitio, el cual imposibilitó la identificación de los diferentes inmuebles arqueológicos que componían el lugar para su posterior reconstrucción y las difíciles y arduas condiciones climáticas del lugar, las cuales enfermaron a parte del equipo técnico y fue entonces cuando los guaqueros liderados por Franky Rey comienzan a ser parte fundamental en las obras de reconstrucción de Ciudad Perdida, ya que por ser naturales de la zona contaban con inmunidad natural a las plagas y a las difíciles condiciones climáticas propias del lugar, además de haber sido los mismos guaqueros que destruyeron el lugar para acceder a los tesoros enterrados y por ende eran los únicos que conocían la forma original de las diferentes terrazas, anillos de piedra, caminos y escaleras que conforman el sitio arqueológico. En 2005 se abrió a los turistas.
Ciudad Perdida consiste en más de 500 terrazas de 45 metros de largo por 18 metros de ancho. Hay muros de contención de 7 metros de altura. Aproximadamente 1000 casas conformaban la ciudad.
Los miembros de los pueblos Kogui, Wiwa, Arhuaco y Kankuamo, descendientes directos de los antiguos Tayronas, llaman a este lugar Teyuna y han declarado que visitaron el sitio con regularidad antes de que fuera ampliamente descubierto, pero habían guardado silencio al respecto.
Se cree que fue el corazón de una red de aldeas habitadas por los Tayrona, siendo el centro político, económico, religioso y espiritual más importante de la región. Construida en el filo de una montaña que se encuentra a orillas del río Buritaca, pudo haber albergado de 2.000 a 8.000 personas. Probablemente fue abandonada durante la conquista española y declarada camposanto por los indígenas sobrevivientes al saqueo y posterior destrucción de la ciudad por parte de los conquistadores.

## El sitio
|  |

Se levanta entre los 900 y los 1.300 metros de altura, sobre las estribaciones del cerro Correa, en la zona norte de la Sierra Nevada de Santa Marta sobre la margen derecha del río Buritaca. Es conocido como Teyuna por los indígenas de la zona y por ende su nombre compuesto: Parque Arqueológico Ciudad Perdida-Teyuna, aunque en la nomenclatura de sitios arqueológicos para la Sierra Nevada de Santa Marta también se conoce como Buritaca-200.
El lugar comprende un complejo sistema de construcciones, caminos empedrados, escaleras y muros intercomunicados por una serie de terrazas y plataformas sobre las cuales se construyeron los centros ceremoniales, casas y sitios de almacenamiento de víveres. Las estructuras descubiertas hasta ahora ocupan un área de aproximadamente 35 hectáreas, en las cuales se pueden encontrar hasta 169 terrazas de piedra. Desde su descubrimiento ha sido administrado por el Instituto Colombiano de Antropología e Historia (ICANH) como Parque Arqueológico Nacional.
Al ser una reserva arqueológica conservada por la autoridad nacional y los actuales indígenas residentes en estas tierras, para llegar a la Ciudad Perdida se debe hacer una serie de contribuciones tanto a las comunidades de la zona, campesinas e indígenas, quienes se encargan de mantener la paz y armonía en este lugar ancestral. Solo es posible visitar el Parque Arqueológico Teyuna Ciudad Perdida tras varios días de caminata en un tour guiado que toma entre 4 a 6 días y es operado por siete agencias turísticas de Santa Marta autorizadas para la ruta, una de las cuales es propiedad de un grupo de guías locales.

## Distinciones
En 2007, Ciudad Perdida o Teyuna obtuvo la quinta posición como una de las Siete Maravillas de Colombia con más de 14 000 votos.